# Lipomatosis simétrica múltiple
La lipomatosis simétrica múltiple o enfermedad de Madelung, es una enfermedad que se caracteriza por la existencia de numerosos depósitos de grasa que se sitúan alrededor del cuello, hombros, tronco y axilas. Es característico que otras partes del organismo como antebrazos, miembros inferiores, cara, manos y pies queden libres. Debe su nombre al cirujano Otto Wilhelm Madelung que presentó una serie de 35 casos en 1888, aunque la primera descripción fue de Benjamín Brodie en 1846. Es una enfermedad rara, el número de casos descritos en la literatura médica es muy reducido, se da con más frecuencia en los países mediterráneos como Italia, donde afecta a uno de cada 25.000 varones, siendo mucho más rara entre las mujeres. La causa que origina este trastorno es desconocida, pero existe una fuerte relación con el alcoholismo. No debe confundirse con la deformidad de Madelung que es una anomalía de la muñeca producida por un trastorno del crecimiento.